# Sjö slott
Sjö (ofta används den äldre stavningen Sjöö) är ett slott i Holms socken i Enköpings kommun i Uppland.

## Historia
Gården är känd sedan medeltiden men historien börjar med väpnaren Peter Laurensson som år 1409 tar över gården. År 1541 köper Gustav Vasa gården av den dåvarande ägaren, fogden Jacob Vestgöte Sjöö. Slottet byttes bort av Erik XIV till Gustav Johansson (Tre Rosor). Därefter gick det i arv till Johan Gabriel Stenbock. Stenbock som var en av stormaktstidens mäktigaste personer lät då arkitekten Nicodemus Tessin den äldre rita slottet; det tredje hjulet i skaran blev arkitekten Mathias Spieler som något modifierade det ursprungliga projektet. Denna trio visade sig vara en utmärkt kombination och slottet med dess park anses vara ett av de vackraste i Sverige med sina perfekta och harmoniska proportioner. Villa Gazotti i Italien anses vara förebild till den korsformade salen i huvudvåningen som på 1800-talet byggdes tom till rektangulär form. Trädgårdsanläggningen anlades under 1670-talet av den franske specialisten Pierre Durant efter troligen en av Spihler reviderad generalplan. Emellertid tycks huvudparterren ha omlagts efter Nicodemus Tessin den yngres ritningar en tid efter att denne kommit hem från sin stora utländska studieresa.1681. Detta antyds av den i Kungl.biblioteket bevarade generalplanen som av tidigare forskare ansetts höra till arkitekten Spihlers oeuvre. 
Stenbock dog ogift och därför fick hans systers sondotter Hedvig Catharina Lillie ärva slottet. Lillie var i sin tur bortgift med Magnus Julius De la Gardie. År 1813 såldes Sjö till Johan Gustaf Banér och det är sedan dess fortfarande i familjen Banérs ägo.

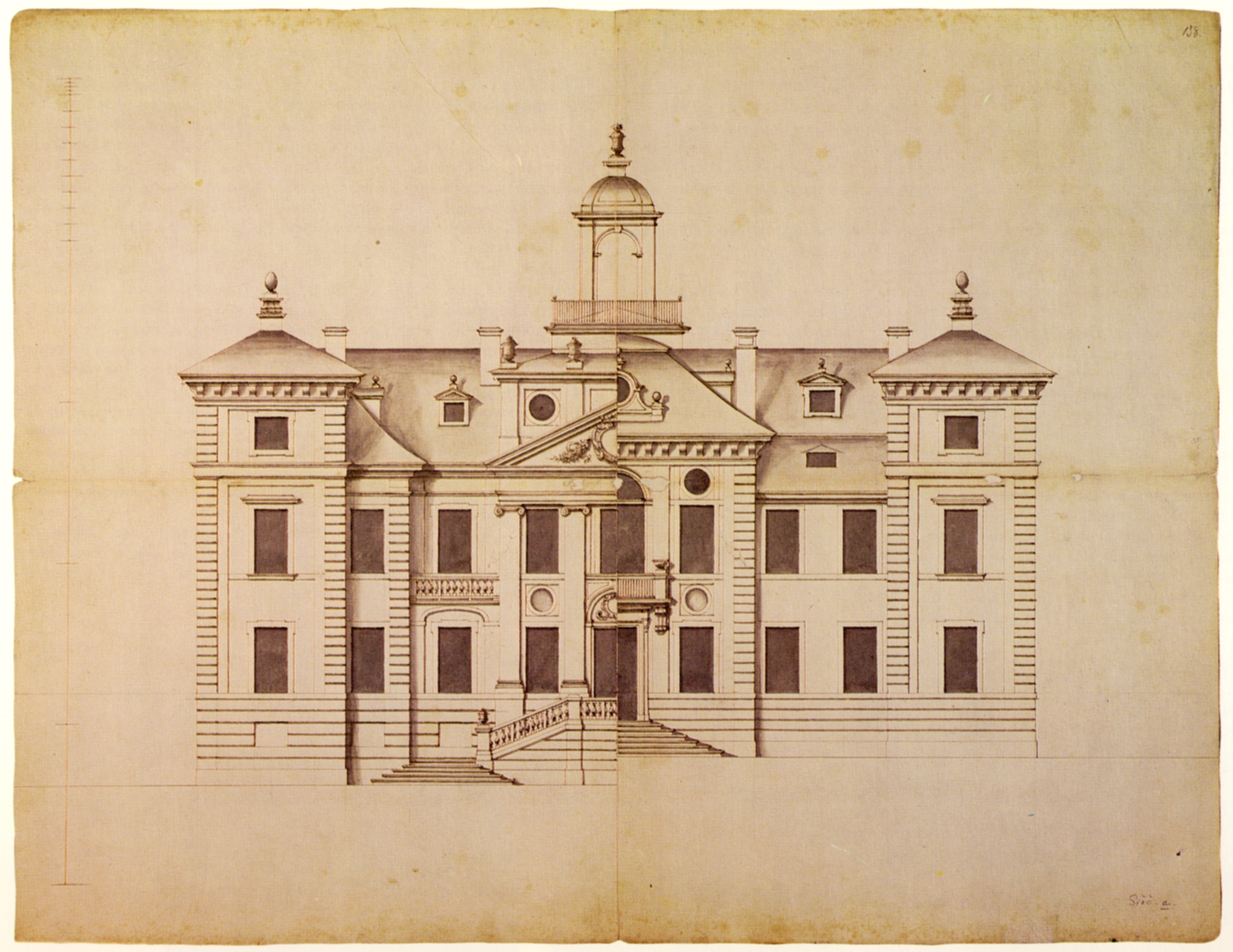
Tessins fasadritning, ca 1670
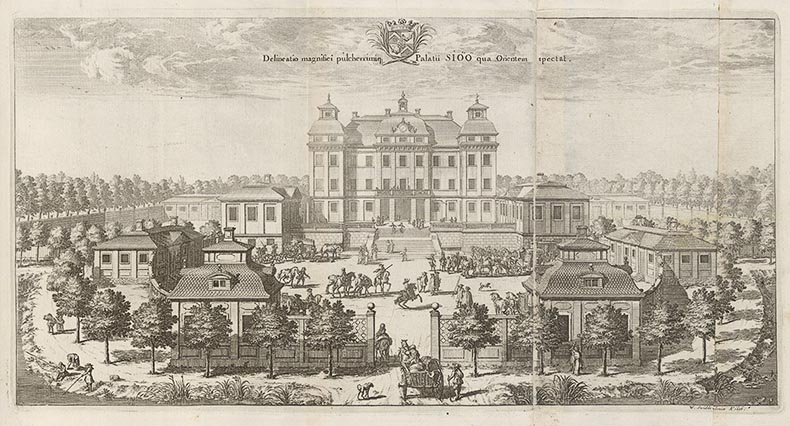
Suecia-verket, 1696
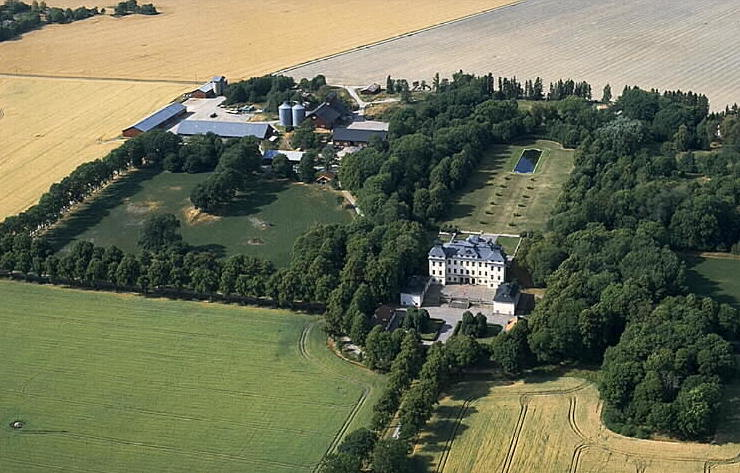
Flygbild från 1995.